# Deutsche Bundesbank
A Deutsche Bundesbank (magyarul Német Szövetségi Bank) a Német Szövetségi Köztársaság központi bankja, és mint ilyen, a Központi Bankok Európai Rendszerének a tagja. Erőssége és egykori mérete eredményeképp a Bank a KBER legfontosabb tagja. Székhelye Frankfurt am Mainban van.
A Bundesbankot 1957-ben hozták létre, és a Bank deutscher Länder jogutódja lett, mely 1948. június 20-án bevezette az NSZK márkát. Az euró 2002. évi bevezetéséig a Bundesbank volt a márka központi bankja. A Deutsche Bundesbank volt az első, teljes függetlenséget megkapó központi bank.
A Bundesbank nagy tiszteletet vívott ki magának az infláció kezelése terén elért eredményeiért. Ezért válhatott a német márka a világ egyik legfontosabb valutájává, tartalékvalutává, és szerezhetett jelentős befolyást sok európai országban. 

## A Bundesbank manapság
Miután az ECB az euró – így az NSZK valutájának – a központi bankja, a Bundesbank szerepe igencsak lecsökkent. Jelenlegi szerepét az NSZK 2002. április 30-i 2002/VII. törvénye („Törvény a Német Szövetségi Bankról”) határozza meg. 